# Here, There and Everywhere
Here, There and Everywhere (Lennon/McCartney) är en låt av The Beatles från 1966.

## Låten och inspelningen
Paul McCartney skrev denna kärlekssång vid John Lennons bassäng och man spelade in låten under tre dagar (14, 16 och 17 juni 1966). Stor möda ägnades åt körararrangemanget samt att få rätt gitarrljud, vilket man ordnade med hjälp av en förstärkare av märket Leslie. McCartney har själv sagt att detta är den av sina Beatles-låtar han själv är mest nöjd med efter Yesterday. Låten kom med på LP:n Revolver, som utgavs i England och USA den 5 augusti respektive den 8 augusti 1966.
Producent var George Martin och inspelningstekniker Geoff Emerick, som också lånat titeln till sin självbiografi från denna låt.